# Robin Reda
Robin Reda (nascido em 10 de maio de 1991) é um político francês que representa o 7º distrito eleitoral de Essonne na Assembleia Nacional desde 2017.

## Carreira política
Reda foi republicano até 2019, quando se juntou ao novo partido Soyons Libres.